# Amnat Charoen
Pour la province, voir Province d'Amnat Charoen.
Amnat Charoen (อำนาจเจริญ) est une ville de la région Nord-Est de la Thaïlande.